# Маршано
Марша̀но (на италиански: Marsciano) е град и община в Централна Италия, провинция Перуджа, регион Умбрия. Разположен е на 184 m надморска височина. Населението на общината е 18 770 души (към 2010 г.).